# El Porvenir (Panama)
El Porvenir è un comune (corregimiento) della Repubblica di Panama situato nel distretto di Remedios, provincia di Chiriquí. Si estende su una superficie di 28,1 km² e conta una popolazione di 1.325 abitanti (censimento 2010).